# マリオ&ルイージRPG4 ドリームアドベンチャー
『マリオ&ルイージRPG4 ドリームアドベンチャー』（マリオ アンド ルイージ アールピージー フォー ドリームアドベンチャー / 英語版名称: Mario & Luigi: Dream Team）は、2013年7月18日に任天堂から発売されたニンテンドー3DS用ソフト。ヨーロッパでは同年7月12日、アメリカでは同年8月11日に発売された。

## 概要
マリオと、弟のルイージが2人で協力しながら、様々な舞台を冒険するマリオ&ルイージRPGシリーズの第4作目。今作は、2003年に発売された第1作目『マリオ&ルイージRPG』10周年記念作品に当たり、またマリオシリーズで初めて『マリオ』の冠タイトルが付いたゲームソフトである1983年3月14日発売のゲーム&ウオッチ版『マリオブラザーズ』で初登場したルイージの生誕30周年及びそれに合わせた「ルイージの年」記念作品の1つでもある。
本作の冒険の舞台は、「マクラノ島（とう）」とよばれる観光地。島で起きた事件を解決するために、マリオとルイージが、前作『マリオ&ルイージRPG3!!!』から引き続き登場するスターの精「イエロースター」や、新キャラクターであるマクラノ族の王子「ユメップ」と共に、現実世界である島やルイージが特殊なマクラの上で寝ることで出現する夢世界を冒険する。
プレイヤーが操作するキャラクターは、マリオとルイージの2人のみと、1作目と同様のシステムに回帰しているが、巨大化したルイージを3DS本体を縦持ちして操作するなど、前作『マリオ&ルイージRPG3!!!』にあった要素も一部引き継がれている。また、バトル（戦闘）では、横移動の他に、奥行きのある空間を利用して縦に移動しながら攻撃したり、本体を傾けて操作する等、3DSの立体視や機能を活かしたシステムも盛り込まれている。
ゲーム中のBGMは今作も、シリーズを通して下村陽子が担当している。また、公式サイトでは、ゲーム中で流れるBGMのうち、開発スタッフが厳選したものが試聴できる形で公開されている他、下村自身のプロフィールも掲載されている。

## ストーリー
ある日、キノコ王国のピーチ城に「マクラノ島（とう）」と呼ばれる、島のオーナーからのバカンスの招待状が届けられた。招待を受けたマリオたち一行はその島に向かうことにした。マクラノ島に到着した一行が観光をしていると、ピーチ姫が何者かによって夢の世界へと引きずり込まれてしまい、夢世界へ入るための扉はルイージが不思議な力を持ったマクラで眠ると出現する事が判明した。マクラはこの島の先住民族「マクラノ族」が、コウモリの魔王アックームによってばらまかれた悪夢のカケラのせいで固まってしまった姿だった。マリオは“もとの世界”とルイージの“夢世界”を行き来して、マクラノ族を開放しながらピーチ姫の行方を追う。

## システム
マリオはAボタン、ルイージはBボタンで2人を同時に操作して、ストーリーを進めていく。ゲームは、主に以下のようなシステムで構成されている。

### アクション
ジャンプ
兄弟の得意技。最も使用頻度が高い。
ハンマー
オハパークでハンマーを拾うとできるアクション。主に障害物の破壊に使う。

### フィールド
フィールドでは、マリオとルイージを操作して、住人から情報を集めたり、謎や仕掛けを解いたりしながらゲームを進めていく。今作では、現実である「もとの世界」と、眠っているルイージが見ている夢の中である「夢世界」とを交互に行き来しながら冒険をする。
もとの世界
現実である、「マクラノ島」のフィールド。マップは3Dとなっており、従来のシリーズと同様に、マリオとルイージが協力して行う「ブラザーアクション」を駆使して冒険を進めていく。ブラザーアクションには様々な種類があり、ゲームが進行すると使えるアクションが増えていく。フィールドのどこかにある「マクラ」を調べると、そこから「夢世界」に入ることができる。
夢世界（ゆめせかい）
ルイージがマクラで眠ると出現する「夢ゲート」から入ることができる世界。夢世界では、フィールドが2Dとなっており、マリオと、「ユメルイージ（夢世界のルイージ）」を操作して冒険を進めていき、「悪夢のカケラ」により封印された「マクラノ族」を助けることが目的となる。夢世界のフィールドには「レンドーパーツ」と呼ばれる、もとの世界と連動するしかけが存在しており、レンドーパーツにユメルイージを入れることで、3DSの下画面に写っている眠ったルイージをタッチして、これを操作することができるようになる。

### バトル
フィールドで敵に触れると画面が切り替わり、バトルが開始される。バトルはターン制で進行し、「コマンドブロック」から行動を決めて、敵にダメージを与えていく。バトルでは、マリオたちが攻撃する際にタイミングよくボタンを押すことでダメージを増やしたり、敵からの攻撃をボタンを操作することで回避したり、反撃したりすることができる。ほかにも、以下のような要素がある。
ブラザーアタック・ミラクルアタック
BP（ブラザーポイント）を消費して発動できる強力な攻撃。アタックごとに設定された操作方法があり、うまく操作することで、敵に大ダメージを与えることができる。「もとの世界」では、マリオとルイージが協力して攻撃する「ブラザーアタック」が、「夢世界」では、マリオと大量のユメルイージが協力して攻撃する「ミラクルアタック」が使用できる。なお、これらのアタックは、フィールド上に隠されている「アタックパーツ」を集めることでおぼえることができる。
マリオのブラザーアタック
アカこうら3D
マリオとルイージが交互に甲羅をけって単体を攻撃する。徐々に敵に近付きながら攻撃し、最後はルイージからマリオにパスしてフィニッシュ攻撃。
『マリオ&ルイージRPG ペーパーマリオMIX』ではマリオ専用のブラザーアタックとして活躍。
バイバイ大砲
マリオとルイージが大砲に入って分身して発射された後、その順番で敵の頭上から6回連続で落ちてきて、さらに重なって逆順で踏みつける。マリオが覚えられる数少ないジャンプ系のブラザーアタックである。
スピードボム
ルイージが大量の爆弾を順番に投げ、マリオがハンマーで打ち返して敵にぶつけ攻撃する。EXCELLENTを狙うには爆弾を投げる入力と爆弾を打ち返す入力を交互に素早く行わなければならない。また爆弾を打ち返せても爆弾の端にハンマーが当たるとカス当たりとなり威力が少し落ちる。
『マリオ&ルイージRPG ペーパーマリオMIX』ではマリオ専用のブラザーアタックとして活躍。
ジェットボード
スケートボードに2人で乗り、ルイージがボードを加速させ、マリオのハンマーで敵単体を攻撃する。敵との距離が近くなった瞬間にハンマーを振ればEXCELLENTだが、成功させるにはプレイヤーの反射神経が問われる。
ドリームエッグ
ある条件を満たすと覚えられる隠しブラザーアタック。ネムルーゴを召喚しオメザボールを放ち、それをマリオとルイージが交互にたたいた後、2人で同時に叩いて敵全体を攻撃。叩く回数が不足している場合同時に叩く演出は出ない。隠しブラザーアタックというだけあって、ハンマー系ブラザーアタックの中では最高の威力を誇る。
ルイージのブラザーアタック
ミドリこうら3D
アカこうら3Dと違い、甲羅をける順番が逆。また、敵全体をランダムに攻撃する。フィニッシュはマリオからルイージにパスして攻撃する。
ファイアフラワー
ファイアマリオ・ファイアルイージに変身し火の玉を投げて単体を攻撃する。ミスせずに投げ続けると同時に乱れ投げして追加攻撃可能。炎が苦手な敵に有効。
『マリオ&ルイージRPG ペーパーマリオMIX』ではルイージ専用のブラザーアタックとして活躍。
フラコプター
ジャイロ操作でプロペラを動かしてマリオとルイージが飛びつき、敵の頭上で飛び降りて踏みつける。更に地上にいる敵には衝撃波で攻撃する。2人が素早くフラコプターに飛びつけば高く上昇でき高威力となる。
『マリオ&ルイージRPG ペーパーマリオMIX』ではルイージ専用のブラザーアタックとして活躍。
スナイプパチンコ
パチンコをマリオが引き、狙いを定めて、ルイージがパチンコの玉となって敵に突撃する。狙いを定める時間がなるべく短ければEXCELLENTとなる。特定の敵には弱点箇所があり、弱点を表す星マークを狙うとクリティカルヒットとなる。
スターロケット
星のリフトに乗って小さい星を最大20個まで集め、敵にたどり着いたら2人で連続して踏みつける。タイミング良く踏みつけに成功すると1人につき最大10個の星が敵の頭上に浮かんだ後追撃する。ジャンプ系ブラザーアタックの中では最高の威力を誇る。
ミラクルアタック
ミラクルボール
ユメルイージがボール状になり、マリオが玉乗りで操って進路上のユメルイージを拾ってボールを大きくし、敵に向かって蹴り飛ばす。
ミラクルジャンプ
ユメルイージの群れに飛び乗り、さらに進路上のユメルイージに飛び乗ってタワーを積み上げていき、最後に敵単体を踏みつける。積み重なる際に真っ直ぐになるように位置調整ができないとユメルイージ達が崩れてしまう。
ミラクルハンマー
ハンマーにユメルイージを飛びつかせて巨大化させ、狙いを定めて振り下ろす。飛びついている間はハンマーが傾いてしまうため、マリオを操作してバランスを取り続ける必要がある。ハンマーが崩れると取り付いたユメルイージ達も崩れてしまう。
ミラクルファイア
ファイアをバレーボールの要領で運び、マリオがハンマーで敵に打って全体を攻撃。
ミラクルウォール
ユメルイージが壁を作り、ハンマーを持ったユメルイージをマリオで打ち返して軌道上の敵を攻撃。最後は巨大な壁ができ、ハンマーを持ったユメルイージを壁に当てると倒れて全体攻撃できる。
ミラクルタイフーン
ユメルイージのタワーを回転させて竜巻を起こし、竜巻を動かして敵を巻き込みつつユメルイージ達のハンマー攻撃の嵐をお見舞いする。
状態異常
敵の攻撃を受けると状態異常になることがある。基本は時間経過かリフレッシュハープを使うことで回復する。
ころび
一切の回避が出来なくなる。敵に後ろから接触される、または後ろから攻撃を受けると、ころび状態で戦闘に入ることになる。敵の攻撃の一部でもこの状態異常になる事がある。自分の番が回ってくると回復する。
めまわし
一切の回避・行動が出来なくなる。
やけど
一切の回避・行動が出来なくなり、1ターン経過毎にダメージを受ける。ダメージの量が増えた上位互換「おおやけど」もある。
マメ
小さくなり、POW、DEFが大幅に下がる。スプレーフラワーの毒攻撃を喰らう等をすると発生することがある。またブラザーアタック／ミラクルアタックも使用不可となる。
ステータスダウン
POW／DEF／SPEEDが下がる。なお今作でSPEEDダウンは青ウィルスの攻撃を喰らうこと以外では発生しない。

バッジ
ゲームを進めると入手できるアイテム。マリオとルイージでそれぞれ異なるバッジを1個ずつ装備でき、バトル中に敵に攻撃をすることで下画面のバッジメーターがふえていく。メーターが満タンになると、バッジの効果が下画面にたくわえられ、コマンドブロック選択時にタッチすることで、その効果を得ることができる。なお、バッジの効果は装備していたバッジの組み合わせにより、様々に変化する。
レベルアップ
バトルで勝利するとEXP（経験値）がもらえ、一定量のEXPがたまるとレベルがアップし、マリオとルイージの各能力値が上昇する。また、このときに好きな能力値をひとつえらんで、ルーレットで決めた数だけさらに能力値を増やすことができる。
ランクアップ
今作では、あるレベルに達するたびにマリオたちの「ランク」が上がり、その際に任意で選んだ「ランクアップボーナス」を取得することができる。ランクアップボーナスには、ぼうぐスロットを増やす、HPの成長率が増える、敵から受けるダメージが少なくなる等といった様々な種類がある。なお、ランクアップができる回数は限りがあり、すべてのランクアップボーナスを取得することはできない。

### 巨大化バトル
ゲームを進めると、ユメルイージが巨大化し、巨大な敵と戦うことがある。「巨大化バトル」では、ニンテンドー3DS本体をタテに持ち替え、タッチペンを使用して操作する。画面をスライドしたり連続でタッチする等、画面の案内通りに操作して敵にダメージをあたえていき、最後にブラザーフィニッシュを決めると勝利となる。ブラザーアタックは一度使用するとマリオが疲れて休まなければならず、連続で使えない。（ブラザーフィニッシュ時はマリオが必ず復活する。）また敵の特定の攻撃を受けるとマリオが吹き飛ばされてしまい、マリオが戻って来るまでしばらくブラザーアタックが使えなくなる。

### ハードモード
一度ゲームをクリアすると選択できるモード。敵が強化される他、アイテムは1種類につき10個までしか持てず、全滅時は従来作と同様にゲームオーバー(リトライが不可能)となる。ハードモードで本編をクリアすると本編の全キャラクターが集結した一枚絵を見ることができる。

## 登場キャラクター

### メインキャラクター
マリオ
キノコ王国のヒーロー。弟のルイージやピーチ姫たちとともに、マクラノ島にバカンスに訪れる。
ルイージ
兄のマリオと同じくキノコ王国のヒーローで本作のキーパーソン。時には恰好良い一面を見せるが、それでも本作でも時折相変わらず粗雑な扱いを受ける。夢世界では「ユメルイージ」として登場し、マリオにチカラを貸し、夢なのを良いことに巨大化もする(ルイージの帽子『L』が光る際に巨大化のボスに変身した時、ピンチになるとユメルイージが魘されるが、ラスボス戦のクッパではマリオとルイージが気合を入れて協力することで怖さが無くなる)。夢の最深部ではルイージが考えていることが出現し、マリオ&ルイージRPGシリーズとしては珍しく、ルイージに台詞が存在している。
イエロースター
前作にも登場したスターの精。もとの世界でマリオたちの冒険をサポートする。寝ているルイージの見張りのため夢世界へは行かない。
ユメップ
遠い昔に滅びたという「マクラノ王国」の王子。頭が枕でその下に手足と胴体が有るキャラクター。夢世界でマリオとユメルイージに助けられてからは夢世界でマリオ達の冒険をサポートする。
ピーチ姫
キノコ王国のプリンセス。マクラノ島で観光を楽しんでいたが、アックームに夢世界へ引きずり込まれ、行方不明となる。
一度、夢世界の底でマリオ達に助けられるが、後にクッパにさらわれてしまう。
クッパ
マリオの永遠のライバルで本作の最終ボス。ピーチ姫をさらうため、誰からも招待されてもいないのに、勝手にマクラノ島にやってきた。夢世界でアックームと出会い、世界征服のために彼に協力する。しかし最終的には自らを利用しているアックームを出し抜き、ドリームストーンを吸収したことで「ドリームクッパ」に変身し、本作最終ボスとしてマリオ達に決戦を挑む。今作では前作までと比べるとそこまで散々な役回りは受けていない。前作同様、バキューム能力と巨大化は健在である。エンディングではマリオ&ルイージRPGシリーズで初めてルイージを名前で呼ぶ様になった。
クッパJr.
クッパの息子。『マリオ&ルイージRPG』シリーズでは本作初登場。バトルリングの裏ボスとして登場。
アックーム
本作の黒幕。かつてユメップ達と戦ったコウモリの姿の魔王。台詞はカタカナで表示されており、しばしば語尾に「ギ」をつけて話す。話す時の効果音は専用の物が使用されている。ダークストーンの力を我が物にしようとしたが、マクラノ族との戦いに敗れ、夢世界に封印された。初めはピーチ姫を攫ったが、後にクッパを利用するため、彼と手を組むことになる。コウモリに変身したり分身するなど多彩な能力を持つ。
元々はマクラノ島に住んでいた小さなコウモリで、うっかりマクラノ族の悪夢を食べてしまい、食べ続けた結果、現在の魔王のような姿になったらしい。英語版での台詞が「W」と「B」が「V」になっている。
最終決戦直前でクッパを自分の体に掴ませ飛んだ状態でマリオ達の前に現れるが、直後にクッパに突然床に叩きつけられる。実はアックームが利用していたと思われたクッパが実際は逆にアックームを利用していたらしく、そのままクッパに見捨てられてしまう。
クッパに見捨てられた後、現実世界で因縁関係のユメップと戦うもほぼ互角であった。そこでドリームストーンに願い手に入れた夢世界を自由に行き来できる力を使い、夢世界でユメップと一騎討ちをして彼を打ち負かした後、マリオブラザーズと対決するが、最終的に彼等に倒されて消滅した。
エンディングではクッパはマリオブラザーズに敗北した後にカメックに対しアックームの事を「アックームのヤツが弱すぎただけだ！」と扱き下ろす。

### その他キャラクター
ブリロック
前作にも登場したブロックコレクター。前作ではマリオブラザーズで話しかけてもアイテムの売買を行わなかったが、本作では夢世界のショップで売買してくれる。
マクラノ族
主にピンク色が普通である。また、水色のジャンプマクラノ族・紫色のジュエルマクラノ族・黄色のデカマクラノ族・白色のマクラノ神官がおり、彼らの力を借りて冒険を進める。
ユメジイ
「マクラノ王国」の長老。夢世界のことに詳しい。マクラノ族を助けた人数に応じて褒美に装備アイテムをくれる。
ブリックル
「オハパーク」で管理人の仕事をしているブロックの男性。「おまえ」と呼ぶ際には「おまい」と呼ぶ。
マクラ化したユメジイやキューキョクベッドの材料など、作中で必要となるキーアイテムをいくつか所持しているものの、タダでマリオ達に渡さず、オハパーク内で逃げ回る自分を捕まえる、オハパーク内の岩掃除をするなど条件をつけてくる。ただしきちんと条件を満たせば潔くキーアイテムをマリオ達に渡してくれる。
夢世界のオハパークではユメジイのペットであるドリームラビットをマスコットにしようとニンジンを手に誘惑している。途中でマリオ達とドリームラビットの件で取り合いのような形となるが、モンスター遭遇時は一時休戦し、マリオにミラクルアタックについて教えてくれる。
ブリンダ
「マドロミ砂漠」で工事現場を仕切っているブロックの女性。男勝りな性格。
その気が強い姉御肌ぶりから従業員達からは「姉さん」と呼び慕われている。
意外と子供っぽい一面があり、イエロースターから「おばさん」呼ばわりされてムキになってしまったこともある。
マドロミ砂漠に現れた神殿のお宝に目がくらんで進んだ先に、ツノゴンよって引きずられ続けた後に食べられてしまう。
マリオとルイージによってツノゴンが倒された後は無事に生還した。
夢世界のマドロミ砂漠ではショップを経営している。
ネテバッカ博士
マクラノ島の総支配人。物語の序盤では映像のみの登場だったが、終盤に登場した。
マクラノ族のユメップを目の前で見た瞬間、さすがの寝てばかりの彼も驚いて目を覚ました。
ヨッシー、キノピオ
本作ではマクラノ島の観光客として登場する。色違いの個体も存在する。
マッスフ兄弟
メザメタウンに住む兄弟。パジャマウンテンの登山ツアーを開催するが、あまりの過酷さに未だ参加者はいない。
マッスフアニーがガイドをするツアー出発前にいなくなってしまったため、マッスフオトーの依頼でマリオとルイージは彼を探すことになる。見つけた時はドリームスポットがある場所で眠っていた。夢の中から叩き起こすために彼の夢世界にマリオが入る。
夢世界のツアーセンターのガイドによるマッスフアニーの挑戦でマリオとルイージは彼の4人の弟子・デシーズと戦うことになり、彼らを倒した後に姿を現す。実はガイドに変装していた。正体を現した後、マリオ達と対決する。敗れた後は夢世界から目覚め、ガイドを再開した。
マッスフアニーは戦う前にデシーズが投げた岩をマリオ達の前で割る場面を見せつけたが、見栄っ張りな一面があり、デシーズの3人が持ってきた更に巨大な岩を割ろうとするが頭から突っ込むというすごい無茶ぶりを見せた(後に地面に埋まり潜って後ろから出てきて、「頭だけのショット」を「レアなショット」、全て計算して演出したと言い張ってマリオ達を呆れさせた)。
パジャマウンテンの山を登る度にマリオとルイージに新しいブラザーアクションを教えていく。夢世界のパジャマウンテンでは兄弟揃ってショップを経営している。
決して開くことのなかったゲートを開けたデカマクラノ族を「マッスル神(しん)」と勘違いし拝める。
本人達は強気だが、山の守り神であるマンモースウを恐れている意外と怖がりな一面も。兄弟共、ショックなどを受けると石化してハニワになる。
モエゴン
メザメタウンに住むマクラノ族コレクター。一人称は「小生」。
メザメタウンの一軒家に住んでおり、マクラノ族にまつわる遺産をいくつか持っているが家は特殊な構造をしており、正面から入っても彼に出会うことができず、彼と出会えるのはストーリー後半からとなる。
マクラ化したマクダスを所持している。
パーニョ
『マリオ&ルイージRPG』から登場した怪盗。マメーリア王国でマリオ達に酷い目に遭わされた過去の出来事は覚えているが、今作で久々に対面したマリオ達がその過去に自分を酷い目に遭わせた当人達だと気づいていない。
メザメタウン裏の空き地にいるハナチャンをモエゴンの家のガードマンと勘違いし、その場に居合わせたマリオ達を無理矢理ハナチャンと戦闘させるよう仕向ける。ハナチャン撃破後は宝を独り占めするためにマリオ達に襲いかかるも、結局過去のようにマリオ達に敗北してマクラノ島を去る。
作中で何度か彼の姿を見かけるが、『1』と違い戦闘になるのは1回だけである。
ノコディ
『マリオ&ルイージRPG2』から登場した新聞記者のノコノコの女性。マクラノ島のガイドブックを作っている。前は新聞記者だったが、いろんな仕事をしてきたためマリオ達と会ったことは忘れている。本作にはジグソーパズルのミニゲームをプレイさせてくれる。
マクダス
マクラノ族一のベッド職人。女性のような口調だが、ユメップが「彼」と言っていることから性別は男性と思われる。
ネムルーゴ
マクラノ島の守り神である巨大な怪鳥。夢のムユーウッドの奥地にある卵の中で眠っており、会うには5つのネムパーツを集めることで完成する「キューキョクベッド」が必要。神らしく、如何にも冷静な口調だが、実は関西弁である。コイン好きで、マリオに高額料金を請求するほどガメツイ一面も。ちなみにユメジイとは茶飲み友達で、彼からは愛称で「ネムちゃん」と呼ばれている。

### モンスター
モンスターには「攻撃のクセ」というものが必ずあり、それをよく見ることで、マリオ側・ルイージ側のどちらに攻撃してくるか、あるいは攻撃が頭上へのフェイントであるかどうかなどがわかる。また、マリオ側のブラザーアイテムがそうであるように、モンスター側も1ターンに何度も攻撃してくることがある。

## 冒険の舞台
マクラノ空港
マクラノ島の玄関口。ここから、マクラノ城や島の各地へ向かうことができる。ストーリー後半ではキューキョクベッドの材料を奪ったプロペラヘイホーR達を追跡して再度訪れる。
マクラノ城
島の中央に位置するお城。もともとは歴史のある古いお城だったが、観光客向けに改装されており、ホテルやアイテムショップ、カフェなどの観光施設がある。
オハパーク
マクラノ城の南にある緑あふれる自然公園。ブリックルが管理している。
マドロミ砂漠
島の南東にある広大な砂漠。観光スポットとしての開拓はあまり進んでいないが、ブリンダが開拓に力を入れている。
メザメタウン
島の西にある、海沿いの街。リゾートホテルやショッピングエリア、イベント広場など様々な施設がある。
街中ではあるが、特定の場所にはモンスターが徘徊している。
パジャマウンテン
マクラノ城の裏手からのぼることができる、島でもっとも標高の高い山。頂上付近は雪で覆われている。
ヒルーネビーチ
島の南西にある、観光客に人気の砂浜。ブリローズの店がある。
ムユーウッド
島の東にある、うっそうとした森。奥地にはマクラノ神殿がある。
ネオクッパ城
ドリームストーンの力で造り出されたクッパとアックームの居城。空中を浮遊しており、バリアが張られている。
『マリオ&ルイージRPG ペーパーマリオMIX』では最終ステージの元になっている。